# NGC 2298
NGC 2298は、とも座の方角にある球状星団である。1826年5月30日にジェームズ・ダンロップが発見した。議論のあるおおいぬ座矮小銀河にかつて属していた可能性があると考えられている。
この星団は、銀河潮汐により破壊されており、長い潮汐尾を曳いている。